# Слободан Медојевић
Слободан Медојевић (Нови Сад, 20. новембар 1990) српски је фудбалер. Игра на средини терена, а тренутно наступа за Војводину.

## Каријера
Медојевић је поникао у Војводини где је прошао све млађе категорије, а првом тиму је прикључен док је тренер био Милован Рајевац. Дебитовао је 2. маја 2007. на првенственој утакмици против Младости из Апатина. У првом тиму Војводине се усталио од сезоне 2009/10. Са новосадским клубом је два пута стигао до финала Купа Србије (2010, 2011). У сезони 2010/11. проглашен је за најбољег младог играча Суперлиге Србије, а поред тога је уврштен у идеалних 11 играча сезоне. У дресу Војводине је одиграо 70 првенствених утакмица, а стигао је и до капитенске траке.
Почетком 2012. године је потписао уговор са Волфсбургом. На бундеслигашки деби је чекао више од годину дана. Дебитовао је 31. марта 2013. на утакмици против Нирнберга (2:2) када је асистирао Ивици Олићу за други погодак Волфсбурга. До краја сезоне 2012/13. је забележио укупно осам наступа у Бундеслиги, док је у наредној 2013/14. сезони одиграо 20 првенствених утакмица. На почетку сезоне 2014/15. је изгубио место у тиму па је у завршници прелазног рока, 30. августа 2014. потписао трогодишњи уговор са Ајнтрахтом из Франкфурта.
У дресу Ајнтрахта је током сезоне 2014/15. одиграо 14 првенствених утакмица, а у наредној 2015/16. је наступио на исто толико утакмица с тим што је у марту 2016. доживео повреду због које је отишао на дужу паузу. На терен се вратио 27. маја 2017, и то на финалној утакмици Купа Немачке у којој је Волсфбург поражен од Борусије из Дортмунда. Десетак дана касније, потписао је нови једногодишњи уговор са Ајнтрахтом. Након полусезоне у којој је одиграо само један првенствени и један куп меч за Ајнтрахт, у јануару 2018. прелази у друголигаша Дармштат. У Дармштату је годину дана играо у континуитету да би након тога доживео две озбиљне повреде због којих је пропустио други део сезоне 2018/19. Након завршетка ове сезоне му је истекао уговор па је напустио клуб.
Почетком септембра 2019. потписао је уговор са АЕЛ-ом из Лимасола. Пет година је провео у кипарском клубу након чега се 27. јула 2024. вратио у новосадску Војводину.

## Статистика
Ажурирано 12. јуна 2019. 
| Клуб               | Сезона   | Лига                     | Лига    | Лига   | Куп     | Куп    | Остало  | Остало | Укупно  | Укупно |
| Клуб               | Сезона   | Дивизија                 | Наступа | Голова | Наступа | Голова | Наступа | Голова | Наступа | Голова |
| ------------------ | -------- | ------------------------ | ------- | ------ | ------- | ------ | ------- | ------ | ------- | ------ |
| Војводина          | 2008/09. | Суперлига Србије         | 2       | 0      | 0       | 0      | 0       | 0      | 2       | 0      |
| Војводина          | 2009/10. | Суперлига Србије         | 25      | 2      | 3       | 1      | 0       | 0      | 28      | 3      |
| Војводина          | 2010/11. | Суперлига Србије         | 28      | 1      | 5       | 0      | —       | —      | 33      | 1      |
| Војводина          | 2011/12. | Суперлига Србије         | 15      | 2      | 3       | 1      | 2       | 0      | 20      | 3      |
| Војводина          | Укупно   | Укупно                   | 70      | 5      | 11      | 2      | 2       | 0      | 83      | 7      |
| Волфсбург          | 2011/12. | Бундеслига Немачке       | 0       | 0      | 0       | 0      | —       | —      | 0       | 0      |
| Волфсбург          | 2012/13. | Бундеслига Немачке       | 8       | 0      | 1       | 0      | —       | —      | 9       | 0      |
| Волфсбург          | 2013/14. | Бундеслига Немачке       | 20      | 0      | 2       | 0      | —       | —      | 22      | 0      |
| Волфсбург          | 2014/15. | Бундеслига Немачке       | 0       | 0      | 1       | 0      | 0       | 0      | 1       | 0      |
| Волфсбург          | Укупно   | Укупно                   | 28      | 0      | 4       | 0      | 0       | 0      | 32      | 0      |
| Ајнтрахт Франкфурт | 2014/15. | Бундеслига Немачке       | 14      | 0      | 1       | 0      | —       | —      | 15      | 0      |
| Ајнтрахт Франкфурт | 2015/16. | Бундеслига Немачке       | 14      | 1      | 1       | 0      | 0       | 0      | 15      | 1      |
| Ајнтрахт Франкфурт | 2016/17. | Бундеслига Немачке       | 0       | 0      | 1       | 0      | —       | —      | 1       | 0      |
| Ајнтрахт Франкфурт | 2017/18. | Бундеслига Немачке       | 1       | 0      | 1       | 0      | —       | —      | 2       | 0      |
| Ајнтрахт Франкфурт | Укупно   | Укупно                   | 29      | 1      | 4       | 0      | 0       | 0      | 33      | 1      |
| Дармштат 98        | 2017/18. | Друга Бундеслига Немачке | 12      | 0      | 0       | 0      | —       | —      | 12      | 0      |
| Дармштат 98        | 2018/19. | Друга Бундеслига Немачке | 16      | 0      | 2       | 0      | —       | —      | 18      | 0      |
| Дармштат 98        | Укупно   | Укупно                   | 28      | 0      | 2       | 0      | 0       | 0      | 30      | 0      |
| Каријера           | Каријера | Каријера                 | 155     | 6      | 21      | 2      | 2       | 0      | 178     | 8      |

1. ↑  Односи се на утакмице у Лиги Европе